# Torben Johannesen
Torben Johannesen (Hamburgo, 21 de setembro de 1994) é um remador alemão, medalhista olímpico.

## Carreira
Johannesen conquistou a medalha de prata nos Jogos Olímpicos de Verão de 2020 em Tóquio com a equipe da Alemanha no oito com masculino, ao lado de Johannes Weißenfeld, Laurits Follert, Olaf Roggensack, Jakob Schneider, Malte Jakschik, Richard Schmidt, Hannes Ocik e Martin Sauer, com o tempo de 5:25.60.